# Cité des sciences et de l’industrie
Cité des sciences et de l’industrie er et videnskabsmuseum beliggende i Parc de la Villette i Paris, og det største i Europa. Museet er et af tre dusin franske kulturcentre for videnskab, teknologi og industri, der har til formål at fremme videnskab og videnskabelig kultur.
Årligt besøges museet af cirka fem millioner mennesker. Attraktionerne i museet spænder fra et planetarium til en ubåd (Argonaute), og omfatter et IMAX-teater (La Géode) og et særligt område for børn og unge.
Museet blev oprettet på initiativ af præsident Giscard d'Estaing med det formål at formidle videnskabelig og teknisk viden til offentligheden, især unge mennesker, samt at fremme offentlighedens interesse for videnskab, forskning og industri.